# Garoowe
Garoowe, Garōwe ou Garowe, é uma cidade da Somália capital do estado autônomo de Puntlândia e da região de Nugaal. É o local onde o parlamento regional, palácio presidencial e ministros do governo estão instalados.
Garoowe possui uma população aproximada de 90.000 habitantes (2006). O principal clã de Garoowe é o Isse Mahamud (sub-clã de Majeerteen). A cidade está situada no centro geográfico de Puntlândia e é atravessada pela estrada norte-sul. A presença da estrada tem proporcionado um grande e rápido crescimento econômico, transformando a cidade de uma pequena vila rural em uma cidade média.